# Бинго-Бонго
«Би́нго-Бо́нго» (итал. Bingo Bongo) — итало-западногерманский комедийный художественный фильм, вышедший 23 декабря 1982 года. Главную роль исполнил итальянский актёр и певец Адриано Челентано.
Премьера в СССР — в 1983 году во внеконкурсной программе XIII Московского международного кинофестиваля.

## Сюжет
В диких джунглях Африки исследователи находят человека, воспитанного обезьянами и способного говорить с любыми животными (Адриано Челентано). Назвав его Бинго-Бонго, они тайно отвозят его в Италию, где за его изучение берётся молодая учёная-биолог Лаура (Кароль Буке). Она единственный человек, которому подопытный Бонго доверяет. Когда её отстраняют от проекта, Бинго сбегает и претерпевает серию комичных приключений в непонятном ему городе. В конце концов Лаура находит Бинго-Бонго в зоопарке в вольере с шимпанзе и поселяет у себя. Бинго надеется, что Лаура ответит взаимностью на его любовь, но та считает его ребёнком-переростком. Бонго и его друг-шимпанзе Ренато пытаются сбежать в Африку на дрезине, воздушном шаре и вплавь на ванне, но ничего не выходит.
Тогда Бинго-Бонго заявляется в научный центр с толпой различных животных и предлагает свои услуги как посредника между людьми и зверями. Звери, через Бонго, помогают людям в поисках полезных ископаемых и предсказании землетрясений, люди в обмен прекращают охоту и загрязнение окружающей среды. Он женится на Лауре, завоевав её уважение, и они живут в гармонии с природой. В финале благодаря Бинго удаётся усмирить даже Кинг-Конга.

## В ролях
- Адриано Челентано — Бинго-Бонго
- Кароль Буке — Лаура
- Феличе Андреази
- Энцо Робутти
- Вальтер Д’Аморе
- Роберто Марелли
- Альфио Патане
- Элизабет Коббен
- Маурицио Табани
- Марио Барилла
- Гвидо Спадеа
- Андреа Монтуши
- Саль Борджезе
- Раффаэле Ди Сипио

## Музыка
- Музыкальные композиции из фильма входят в альбом Адриано Челентано Uh… uh…. Песни «Jungla di città» и «Uh… uh…» звучат в фильме полностью. Исполняет Адриано Челентано.
- Произведение, которое исполняет Бинго-Бонго на музыкальном инструменте, чем поражает учёных — это фрагмент первой части Концерта № 2 для фортепиано с оркестром С. В. Рахманинова.